# Guerra civil peruana de 1884-1885
La guerra civil peruana de 1884-1885, conocida también como la Revolución de 1884-1885, la guerra civil entre Cáceres e Iglesias o Campaña Constitucional, fue un conflicto armado que enfrentó a los caudillos militares peruanos Miguel Iglesias y Andrés Avelino Cáceres, tras el fin de la guerra del Pacífico.
La rivalidad entre ambos caudillos se originó a raíz de la firma de la paz con Chile con cesión territorial, que Iglesias propiciara como presidente autoproclamado con apoyo y reconocimiento de las autoridades chilenas de ocupación, a lo que Cáceres, adalid de la resistencia en la Sierra, se opuso tenazmente. Retiradas del Perú las tropas de ocupación chilenas, las posiciones irreconciliables entre Iglesias y Cáceres desembocaron en una lucha abierta. 
Los partidarios de Cáceres se llamaban los «rojos» y los de Iglesias los «azules» por el color del kepí militar. También eran conocidos como caceristas e iglesistas, respectivamente. Tras un primer ataque frustrado a Lima, Cáceres reorganizó sus fuerzas en la sierra y mediante una hábil maniobra militar conocida como la «huaripampeada», engañó a las fuerzas de Iglesias atrayéndolas hacia las vecindades de Jauja y dejándolas allí aisladas, mientras él y sus fuerzas marchaban a la capital, que cayó en su poder tras una breve lucha. Iglesias renunció al poder, que quedó en manos de un Consejo de Ministros elegido por consenso, el cual convocó a elecciones, en las que triunfó Cáceres.

## Antecedentes

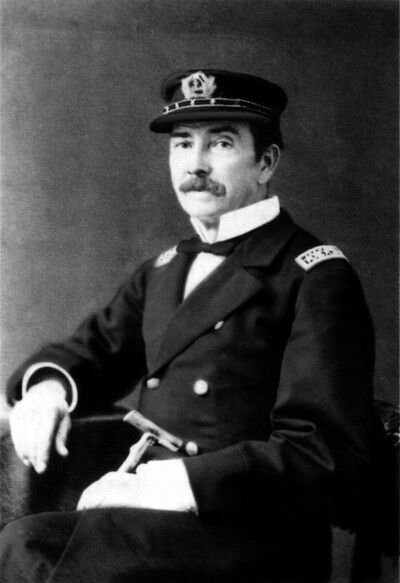
Vicealmirante Patricio Lynch, comandante del ejército chileno de ocupación. Sus fuerzas afianzaron y propagaron el gobierno de Iglesias en el resto del Perú.

La rivalidad entre Cáceres e Iglesias se inició en plena guerra con Chile. Ambos eran militares distinguidos. Iglesias había luchado en la heroica defensa del Morro Solar (campaña de Lima) y había sido artífice del triunfo en San Pablo, en Cajamarca. Mientras que Cáceres había sido vencedor en Tarapacá y era el caudillo de la resistencia peruana de la Breña. Iglesias, apoyado por los chilenos, se hizo de la presidencia del Perú en 1883 y firmó con el gobierno de Chile el Tratado de Ancón, que puso fin a la guerra acordando la cesión perpetua de parte del Perú a Chile de la provincia de Tarapacá, así como la ocupación chilena de Tacna y Arica por diez años, al cabo de los cuales un plebiscito decidiría el destino final de ambas provincias. Cáceres, aunque derrotado por los chilenos en Huamachuco, mantuvo en alto la bandera de la resistencia en la sierra central, hasta que los chilenos retornaron a su patria. 
Aunque el gobierno de Iglesias, con el apoyo de los chilenos, iba imponiendo su autoridad de manera paulatina en todo el país, subsistía el gobierno paralelo del contralmirante Lizardo Montero, con sede en Arequipa (que, en su calidad de primer vicepresidente, era el continuador del gobierno de La Magdalena de Francisco García Calderón, confinado en Chile). Cáceres era el segundo vicepresidente de este gobierno y tras la ocupación chilena de Arequipa y la huida de Montero a Bolivia, quedó en sus manos la presidencia de la República, por delegación que le hizo el mismo Montero (28 de octubre de 1883).
Por su parte, Iglesias quiso legitimar su posición y convocó a una Asamblea Constituyente, que se instaló el 1 de marzo de 1884 y ante la cual fue reconocido como Presidente Provisorio, juramentando como tal al día siguiente. Dicha Asamblea aprobó el tratado de Ancón (8 de marzo de 1884).
Cáceres terminó por aceptar la paz con Chile como un hecho consumado, pero no reconoció al gobierno impuesto por los invasores. Inició los preparativos a la que denominó como la Campaña Constitucional, pues se proponía restaurar la Constitución de 1860. Organizó su cuartel general en Huancayo. 
Un emisario de Iglesias, Diego Amstrong, fue al encuentro de Cáceres para ofrecerle garantías a cambio de que reconociera al gobierno de Lima. Este primer intento de negociación fracasó y se sucedieron otros más. Cáceres pidió una serie de condiciones, entre ellas la renuncia de Iglesias, la instalación de un nuevo gabinete que se hiciera cargo de la transición y la convocatoria a elecciones generales. Finalmente, Iglesias dio por terminada las negociaciones y exigió la rendición incondicional de Cáceres. Y para contentar a la población, convocó a elecciones generales, pero se negó a abandonar el poder.
Cáceres, obedeciendo el clamor de sus seguidores, asumió entonces la Presidencia de la República, el 16 de julio de 1884, entrando en abierta confrontación con el régimen de Iglesias. Organizó su primer gabinete ministerial en campaña, que estaba conformado por Epifanio Serpa Arana, Francisco Flores Chinarro, Luis Carranza Ayarza, José M. García y Andrés Menéndez.
Apoyaron a Cáceres los departamentos del Norte (con excepción de Cajamarca) y del Sur; además de la sierra central, su bastión natural.

## Primer ataque cacerista a Lima

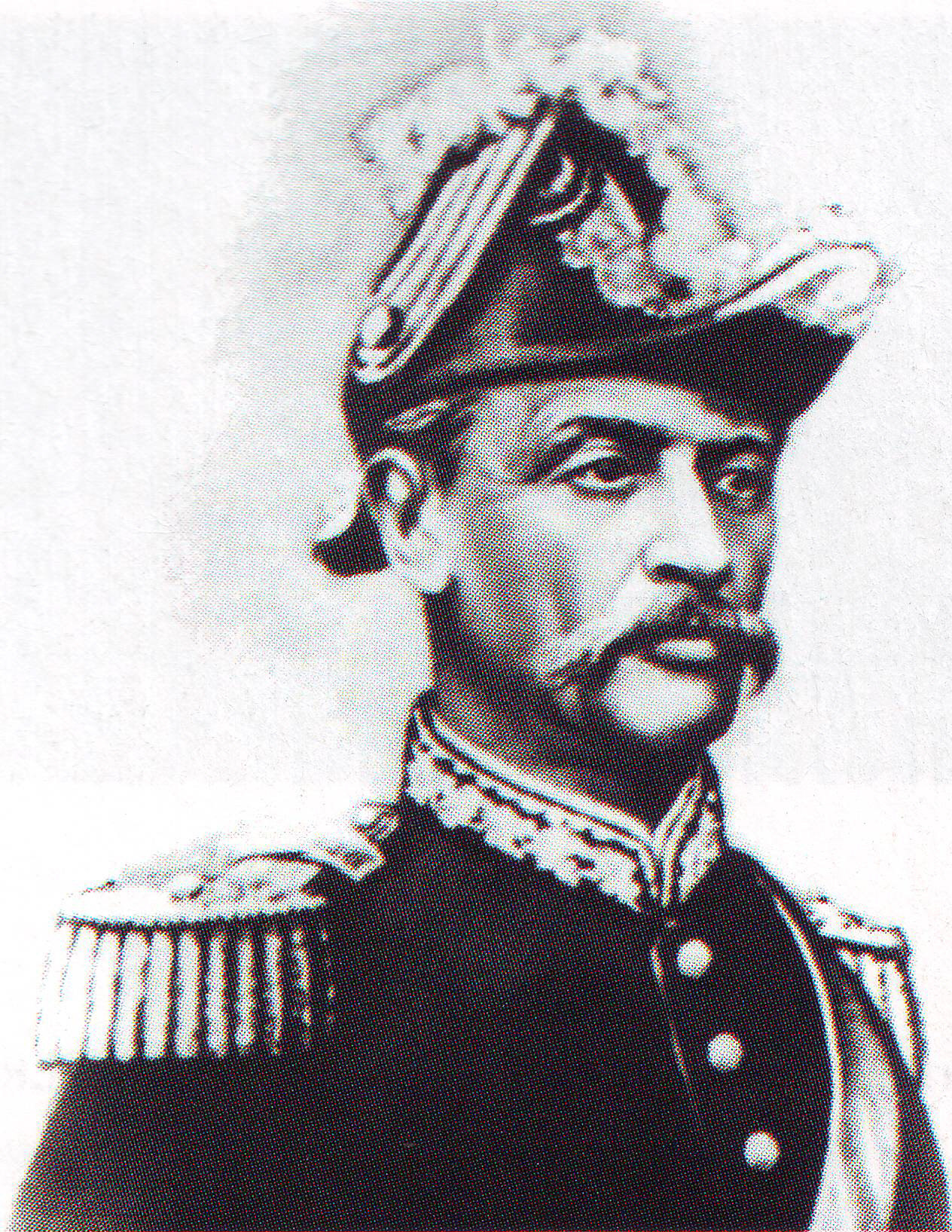
El coronel Miguel Iglesias, presidente regenerador del Perú y gestor de la firma del Tratado de Ancón con Chile en 1883.

En una primera campaña de la guerra civil, Cáceres y 800 de sus breñeros atacaron Lima, el 27 de agosto de 1884, logrando apoderarse de las torres de la Catedral, de los portales de la Plaza de Armas y de las torres de las iglesias de San Agustín, San Pedro y La Merced. Pero al no contar con suficientes fuerzas y elementos bélicos para hacer frente a las bien pertrechadas tropas iglesistas, fueron rechazados por la división del coronel José Rosas Gil, fuerte de 2000 soldados. En el combate fue muerto, entre otros, el capitán José Miguel Pérez, quien había acompañado a Cáceres durante toda la campaña de la Breña. Cáceres atribuyó su derrota la llegada de fuerzas superiores iglesistas y la inactividad del pueblo de Lima frente a su causa, al tiempo que Iglesias elogiaba al mismo en su proclama después de la batalla diciendo «¡pueblo de Lima (...) ya sabéis como se os defiende; ya se como os defendéis!».

Cáceres se vio obligado por la fuerza de circunstancias poderosas a tentar la fortuna con un golpe de arrojo, que salió mal; pero que pudo poner termino a la cuestión de un modo satisfactorio. Contaba con el valor de sus soldados, que por cierto no le faltó; con las seguridades que sus amigos de Lima le daban de que la población se levantaría, de que contaban con esto y con aquello, todo lo que falló; (...) Si hubiera tenido mil hombres más otro habría sido el resultado. Creo que no atacó sino con menos de ese número y así no había la menor esperanza si no recibía auxilio de adentro.(...) Me han dicho también que gente del pueblo que combatían al lado del gobierno daban los conocidos gritos de "Abajo la argolla, mueran los civilistas".
Epistolario de Manuel Candamo.

Cáceres, con sus fuerzas reducidas a unos 60 hombres, se retiró entonces hacia el sur, primero a Cañete y luego a Pisco. Iglesias no lo persiguió y perdió así la oportunidad de ganar la guerra.

## Derrota cacerista en Trujillo
La ciudad norteña de Trujillo fue ocupada por fuerzas caceristas al mando del capitán de navío Gregorio Miró Quesada, pero luego sufrió el ataque de fuerzas iglesistas muy superiores (8 de octubre de 1884). El combate duró dos días, terminando con la derrota de los caceristas. Miró Quesada resultó herido y murió poco después en el hospital militar de Lima.

## Reorganización de las fuerzas caceristas en Arequipa

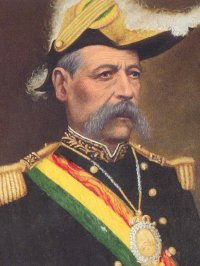
Presidente de Bolivia Narciso Campero, su gobierno suministró armas y municiones al ejército cacerista que se organizaba en Arequipa.

De Pisco, Cáceres tomó el camino de Ayacucho, Apurímac, Cuzco y finalmente Arequipa siendo recibido favorablemente por los pobladores de todas esas regiones.
En Arequipa, donde entró en medio de las aclamaciones del pueblo, Cáceres reorganizó sus fuerzas y nombró como secretario general al general César Canevaro, que reemplazó al grupo de ministros que tenía desde el inicio de su campaña. Contó con el auxilio del presidente de Bolivia y su amigo personal, el general Narciso Campero, quien, reconociéndole como legítimo presidente del Perú, le remitió 2000 fusiles y su respectiva dotación en calidad de devolución del armamento que su país había recibido al inicio de la guerra con Chile. A este armamento se agregaron los cañones que el doctor José Morales Alpaca (prefecto del departamento) fundió en la maestranza del ferrocarril de Arequipa, así como el apoyo pecuniario de los comerciantes y los vecinos notables de la ciudad.
Con los voluntarios que se presentaron y los reclutas que el prefecto de Arequipa envío de las provincias del departamento, el ejército de Cáceres se elevó a 2000 hombres, que recibían activa instrucción militar. Los medios de movilidad para el ejército fueron remitidos de Moquegua por el prefecto de ese departamento, capitán de navío, José Sánchez Lagomarsino. Constituidas y equipadas convenientemente las tropas, fue nombrado comandante general el coronel Remigio Morales Bermúdez y jefe de Estado Mayor el coronel Francisco Luna. En opinión de Cáceres, bien podía decirse que volvía a resurgir el veterano y bravo Ejército del Centro.

Y uno de aquellos días ordené la formación de todo el ejército en traje de campaña, para revistarlo. La formación fue de lo más correcta. El pueblo que no permanecía indiferente a los arrestos marciales, al ver desfilar las tropas por las calles de la ciudad, con su banda de guerra a la cabeza, acudió también al lugar de la parada para verlas, quedando admirado del estado de su adiestramiento, lo que demostraba el esfuerzo, entusiasmo y actividad de todos los jefes y oficiales que se dedicaron a tan laborioso cometido. (...) Terminada la revista, la tropa regresó a sus cuarteles, seguida por el pueblo que la ovacionaba en el trayecto. Memorias del general Cáceres.

A finales de marzo de 1885, el flamante ejército cacerista, elevado ahora a 4000 hombres y teniendo como jefe de vanguardia al coronel Remigio Morales Bermúdez, abandonó Arequipa con dirección a Andahuaylas para luego seguir a Ayacucho, ciudad a la que arribó el 30 de abril.
Por su parte, la posición de Iglesias empezó a debilitarse, por lo que este inició gestiones de paz con Cáceres. Los representantes de ambos se reunieron cerca de Jauja, en casa del Arzobispo Titular de Bérito, monseñor Manuel Teodoro del Valle. A nombre de Iglesias iban el sacerdote Manuel Tovar y Chamorro (ministro de Justicia), su secretario Andrés Aramburú Sarrio y el capitán de navío Camilo Carrillo. Por Cáceres estaban el doctor Francisco Flores Chinarro, José M. García, entre otros. Cáceres se negó a reconocer el gobierno de Iglesias, condición que se le quiso imponer para llegar a la paz, y exigió la instalación de una Junta de Gobierno que convocase de inmediato a elecciones. Se pactó solo un armisticio (17 de junio de 1885).

## La Huaripampeada

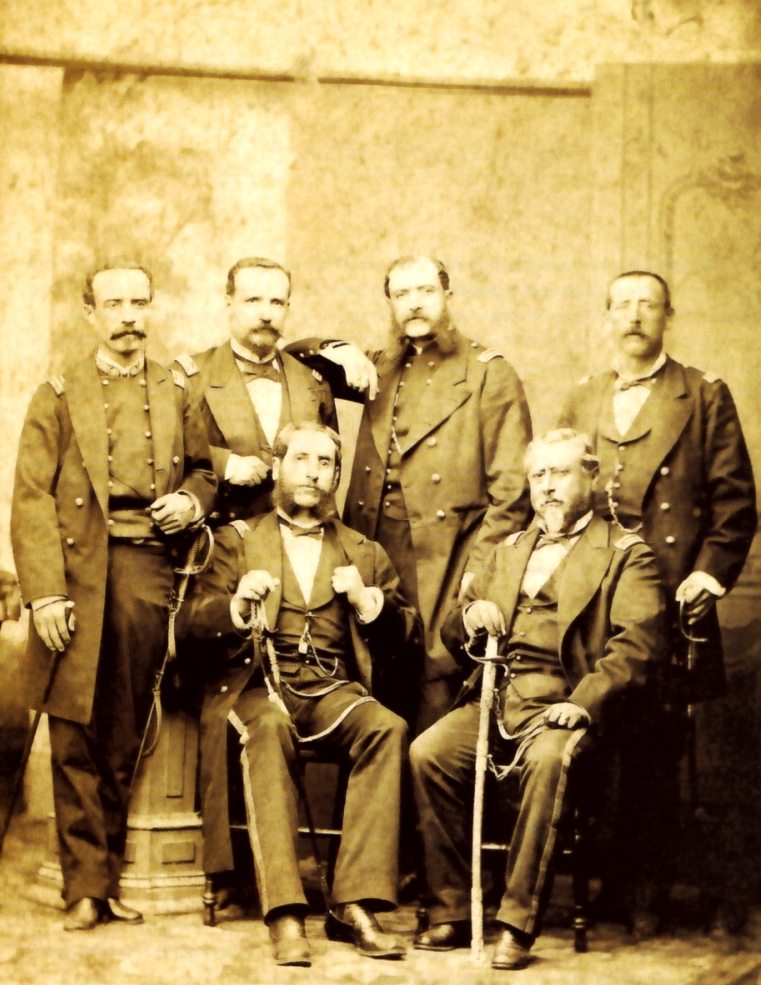
Fotografía captada en el estudio Cosme Rodrigo & Co. hacia 1880, donde se aprecia a Cáceres (primero de la izquierda, sentado) junto a Justo Pastor Dávila. Parados: Carlos Ferreyros, Remigio Morales Bermúdez, Carlos Llosa y Nicanor Ruiz de Somocurcio.

Iglesias, confiado en su superioridad de sus fuerzas, decidió emprender la ofensiva. Envió contra Cáceres un ejército de 4000 hombres al mando de su hermano Lorenzo Iglesias, quien falleció poco después, víctima de una enfermedad, siendo sucedido por el coronel Gregorio Relayze.
Los iglesistas con Relayze a la cabeza avanzaron hasta la región de La Oroya, exactamente en la sierra central, zona donde Cáceres contaba con un apoyo regular por ser el principal escenario de sus épicos triunfos sobre los invasores chilenos. Cáceres, una vez más, sacó a relucir sus dotes de estratega. Seleccionó unos 2000 hombres de su ejército, a quienes ordenó que entablaran con las fuerzas iglesistas un combate dilatorio en las cercanías de Jauja; acto seguido, debían retirarse aparentando su derrota. Este encuentro se produjo el 13 de noviembre de 1885, y efectivamente, los iglesistas, convencidos de su triunfo, noticiaron el suceso a Lima por telégrafo y pasaron a Huancayo. Sin embargo, Cáceres había instalado lo mejor de sus fuerzas en Huaripampa (margen derecha del río Mantaro, a 4 km al sureste de Jauja). Desde allí los caceristas avanzaron por ásperos caminos hacia La Oroya, donde sorprendieron a la guarnición que defendía ese centro ferroviario y cortaron todos los puentes sobre el Mantaro. Relayze y su ejército quedaron así aislados en el valle del Mantaro, sin poder salir del departamento de Junín, al estar inhabilitadas todas las vías de comunicación hacia la costa.
El ataque sorpresa de Cáceres a Lima, hasta entonces considerado ilusorio, se puso en marcha, usando como transporte las líneas férreas. Un destacamento cacerista, al mando del capitán de fragata José Gálvez Moreno capturó en Chicla un tren cargado de armas, municiones y víveres, que pasó así a manos del ejército de Cáceres.
La estrategia de Cáceres se hizo legendaria y originó el término «huaripampear» usado en el léxico político para referirse las acciones dilatorias encaminadas a entretener al opositor mientras que los principales esfuerzos se realizan encubiertamente.

## Toma de Lima

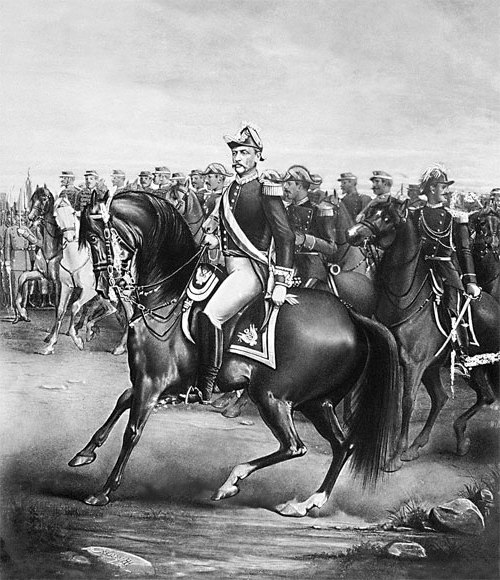
El general Miguel Iglesias comandando sus fuerzas

En Lima se comentaba ya la derrota de Cáceres, cuando de pronto este apareció en las puertas de la ciudad, el 28 de noviembre de 1885. Esta vez la población le dio masivo apoyo. Los combates empezaron por la zona de San Bartolomé y se extendieron por las calles durante los días 29 y 30. Los caceristas ingresaron por las portadas de las Maravillas y Barbones, y tomaron el puente Balta. Tras una corta lucha y contando con el apoyo de un grupo de jóvenes entusiastas, se apoderaron de las iglesias de San Francisco y San Pedro. Las fuerzas de Iglesias se replegaron a Palacio de Gobierno, que fue cercado por los caceristas.

## La tregua. Renuncia de Iglesias
Viendo que el descontento hacia su gobierno era generalizado y que era inútil oponer más resistencia, Iglesias se mostró dispuesto a negociar la paz. De la mediación se encargó el cuerpo diplomático acreditado en Lima, que nombró una comisión encabezada por el ministro chileno Jovino Novoa. Se acordó una tregua. Ambas partes nombraron comisionados que se reunieron el 2 de diciembre para acordar las bases de la transición. Ellos fueron: monseñor Manuel Tovar y Chamorro, Manuel Antonio Barinaga y José Nicolás Rebaza (por Iglesias); José Eusebio Sánchez, Carlos María Elías y José Gregorio García (por Cáceres). Acordaron poner en vigencia la Constitución de 1860, la renuncia de ambos caudillos a sus pretensiones políticas, la formación de un Consejo de Ministros, que ejercería el poder interinamente, hasta en tanto se realizaran las elecciones generales.
Iglesias renunció el 3 de diciembre de 1885 y partió al exilio. Aunque Cáceres también renunció a la presidencia, todos daban por descontado que sería el nuevo presidente electo.

## Consecuencias

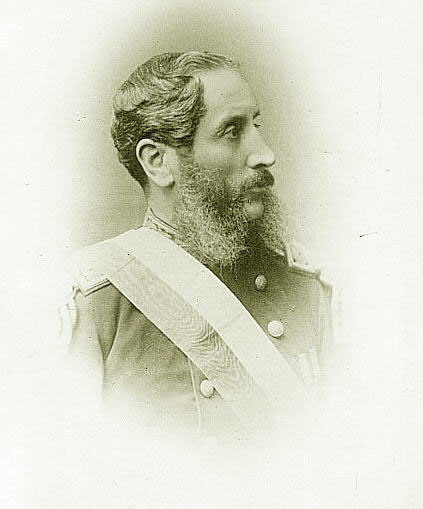
Cáceres al inicio de su primer gobierno

El Consejo de Ministros se hizo cargo del Poder Ejecutivo (3 de diciembre de 1885). Estaba presidido por Antonio Arenas (Relaciones Exteriores), y lo conformaban: José Eusebio Sánchez (Gobierno); monseñor Manuel Tovar y Chamorro (Justicia); el general Manuel Velarde Seoane (Guerra); y Pedro Correa y Santiago (Hacienda).
A los tres días este Consejo ordenó la realización de elecciones populares. La postulación de Cáceres a la presidencia fue hecha por su partido, el Constitucional, tras el que se ocultó el Partido Civil. Y es que la oligarquía, al no poder tomar directamente el poder, tuvo que secundar a un caudillo militar para conquistarlo. La candidatura de Cáceres no tuvo rivales; solo el Partido Demócrata de Nicolás de Piérola formó la oposición, aunque sin lanzar candidatos. La elección de Cáceres fue pues inevitable.
Cáceres juró como presidente constitucional el 3 de junio de 1886. Su mandato (de cuatro años, según la Constitución de 1860) significó la liquidación de la situación caótica originada por la guerra y a la vez el restablecimiento de la paz interna. Fue entonces cuando se sentaron las bases de la Reconstrucción Nacional.